# Electronic Gaming Monthly
Az Electronic Gaming Monthly (gyakran EGM-nak rövidítve) egy amerikai videójátékokkal foglalkozó magazin. A Ziff Davis Network adta ki.
Az EGM-ban játékokkal kapcsolatos hírek és tesztek voltak megtalálhatóak.
2009. május 29-én az EGM alapítója, Steve Harris bejelentette, hogy megvette az újság kiadási jogait és 2009 második felében újra fogja indítani a magazint.

## Az év játéka az EGM szerint
- 1989 – Ghouls n Ghosts (Sega Genesis)
- 1990 – Strider (Sega Genesis)
- 1991 – Sonic The Hedgehog (Sega Genesis)
- 1992 – Street Fighter II (Super NES)
- 1993 – Samurai Shodown (Neo Geo)
- 1994 – Donkey Kong Country (Super NES)
- 1995 – Twisted Metal (PlayStation)
- 1996 – Super Mario 64 (Nintendo 64)
- 1997 – GoldenEye 007 (Nintendo 64)
- 1998 – The Legend of Zelda: Ocarina of Time (Nintendo 64)
- 1999 – Soulcalibur (Dreamcast)
- 2000 – Tony Hawk's Pro Skater 2 (PlayStation, Dreamcast, Nintendo 64)
- 2001 – Halo: Combat Evolved (Xbox)
- 2002 – Metroid Prime (GameCube)
- 2003 – Prince of Persia: The Sands of Time (PlayStation 2, Xbox, GameCube)
- 2004 – Halo 2 (Xbox)
- 2005 – Resident Evil 4 (GameCube, PS2)
- 2006 – The Legend of Zelda: Twilight Princess (Wii, GameCube)
- 2007 – BioShock (Xbox 360, PC)
- 2008 – Grand Theft Auto IV (PlayStation 3, Xbox 360)